# Symfoni nr 9 (Mahler)
Gustav Mahlers symfoni nr 9 i D-dur skrevs mellan 1908 och 1909, och var den sista symfoni som Mahler fullbordade. Mahler var vid denna tid en förkämpe för den framväxande avant-garde rörelsen, främst då Arnold Schönbergs verk. Detta satte honom i en svår situation, både som fanbärare för det förflutna, men samtidigt påtagligt medveten om musikens utveckling och framtid (i synnerhet atonalitet). Den första satsen i nian skildrar kampen mellan tonal stabilitet och instabilitet.
Mahler dog i maj 1911, utan att någonsin ha hört sin nionde symfoni uppföras. Verkets slut tolkades under många år som ett medvetet avsked till världen. Sedan kom vetskapen om utkastet till den ofullbordade tionde symfonin, som gjorde denna tolkning ohållbar.
Ett typiskt framförande tar ca 1 timme och 30 minuter.

## Tillkomsthistoria
Under 1908 hyrde Mahler och hans fru ett hus i Sydtyrolen, närmare bestämt i Toblach. Där lät också Alma bygga en "kompositionsstuga" åt sin man . När Mahler kom till Toblach i juni 1909 hade han förberett sig mentalt och gjort ett antal skisser. I mitten av augusti verkar det som om verkets huvudlinjer var klara, och i slutet av september tog Mahler det avgörande steget att kalla verket för sin "9:e symfoni" .

## Satser
Symfonin har fyra satser:
1. Andante comodo (D-dur)
2. Im Tempo eines gemächlichen Ländlers. Etwas täppisch und sehr derb (C-dur)
3. Rondo-Burleske: Allegro assai. Sehr Trotzig (a-moll)
4. Adagio. Sehr langsam und noch zurückhaltend (Dess-dur)

Trots att symfonin har den traditionella antalet satser, är den ovanlig på så sätt att första och sista satsen är långsamma. Som ofta är fallet med Mahler, är en av mittsatserna en Ländler. Vissa forskare, såsom Jason Khogsenfield, jämför den känslomässiga uppbyggnaden mellan Mahlers 9:a och Tjajkovskijs 6:e symfoni. I båda symfonierna är den första satsen en episk, självbiografisk storm genom tragedier, den andra satsen är som en dans, den tredje satsen innehåller snabba, maniska rörelser (tillsammans med återblickar), och finalen är som ett avsked till livet.
Den första satsen, uppbyggd som en lös sonatform, kan ses som en utvidgad konflikt mellan aspekter av livet och döden, här motsvarande dur/moll, och ger en fortsättning av de tonala motsättningar som ses i tidigare verk (bland annat 6:e och 7:e symfonierna). Verket inleds med ett tveksamt, synkoperade motiv (som av vissa, bland andra Leonard Bernstein, har föreslagit är en skildring av Mahlers oregelbundna hjärtslag). Detta återvänder i satsens höjdpunkt som en plötsligt intrång; "död mitt i livet", och tillkännages av tromboner som markerar poängen "med största kraft". Dessutom citerar huvudtemat också öppningsmotivet i Ludwig van Beethovens pianosonat nr 26 Les Adieux, op. 81a. Denna pianosonat blev en vändpunkt i Mahlers tidiga musikaliska karriär, eftersom han framförde denna sonat vid sin examen i musikkonservatoriet. Det fallande F #-E motivet upplöses först i slutet av satsen.
Den andra satsen är grotesk och starkt ironisk till sin karaktär. Detta gäller i synnerhet första temagruppen som utgår från en dans, en Ländler, men den har förvrängts till den grad att den inte längre liknar en dans. Beteckningen "Etwas täppisch und sehr derb" - Lite tafatt och mycket grovt,  anger karaktären.  Andra delen är snabbare och mer dansartat energisk. Tredje delen är till att börja med lugnare. Det finns här referenser den andra satsen av Mahlers 4:e symfoni som också är en snedvridning av en traditionell dans till en sorts dödsdans. Detta framträder tydligare när detta tema återkommer senare i satsen. Mahler förändrar traditionella ackordsekvenser i nästan oigenkännliga variationer. Orkestreringen är synnerligen originell och rikt diffentierad på ett liknande sätt som i tredje satsen i 7:e symfonin. 
Den tredje satsen, som är ett rondo, visar den slutliga utvecklingen av Mahlers kontrapunktiska färdigheter. Det inleds med ett dissonant tema i trumpeten. Detta utvecklas till en dubbel fuga. Det följande femtoners temat som införs av stråkar unisont, påminner den andra satsen i hans 5:e symfoni. Tillägget Burleske (en parodi med imitationer) i titeln hänvisar till kombinationen av dissonanser, med barockens kontrapunktiska teknik. Även om termen Burlesque betyder "humoristisk", är själva "humorn" i satsen relativt lite utvecklad i förhållande till det totala inslaget av våldsamt ursinne. Endast två små neoklassiska avsnitt framstår mer som återblick än lekfullhet. Partituret är märkt "till mina bröder i Apollo", och satsen är utan tvivel avsett som ett sarkastiskt svar till kritikerna av hans musik.
Den sista satsen, märkt zurückhaltend ("mycket långsamt och tillbakahållet", bokstavligen "reserverat"), öppnar med enbart stråkar. Kommentatorer har noterat likheten i öppningstemat med psalmen Eventide. Den innehåller ett direkt citat från Rondo-Burleske i mittavsnittet. Här utvecklas en elegi. Efter flera passionerade klimax blir satsen alltmer splittrad och codan slutar lugnt. På de sista sidorna citerar Mahler i förstafiol från Kindertotenlieder: Dagen är så vacker däruppe!.

## Instrumentation
Symfoni nr 9 är skriven för följande besättning:
- Träblåsinstrument: Piccolo, 4 flöjter, 4 oboer (oboe 4 dubblerar engelskt horn), Ess-klarinett, 3 B-klarinetter, basklarinett, 4 fagotter (fagott 4 dubblerar kontrafagott)
- Bleckblåsinstrument: 4 horn, 3 trumpeter, 3 tromboner, tuba
- Slagverk: pukor, bastrumma, virveltrumma, cymbaler, triangel, tam-tam, 3 klockor, glockenspiel
- 2 harpor
- Stråkinstrument: 1 violiner, 2 violiner, Viola, Cello, Kontrabas,

## Premiärer
Verket hade urpremiär den 26 juni 1912, i Wienfestivalen av Wienerfilharmonikerna
under ledning av Bruno Walter. Symfonin publicerades första gången samma år av Universal Edition.
Nederländsk premiär: 2 maj 1918, Amsterdam, med Concertgebouworkestern under ledning Willem Mengelberg
Svensk premiär: 16 mars 1927. Stockholms konserthus, Konsertföreningens orkester, dirigent Václav Talich.
Japansk premiär: 16 april 1967, Tokyo, med Moskvafilharmonin under ledning av Kirill Kondrasjin.

## Åsikter om symfonin
Glädjen över Mahlers nionde symfoni fick essäisten Lewis Thomas att skriva Late Night on Listening to Mahler’s Ninth Symphony.
Många Mahler-uttolkare har uttryckt liknande profetiska synpunkter på arbetet:
- Den uttrycker en extra kärlek till jorden, för naturen. - Alban Berg
- Det är musik från en annan värld, den kommer från evigheten. - Herbert von Karajan
- Det är skrämmande och förlamande, eftersom delar av ljudet sönderfaller... allt har upphört, förlorar vi allt. Men genom att släppa taget, har vi vunnit allt. - Leonard Bernstein
- Jag tror att det är inte bara hans sista, men också hans största bedrift. - Otto Klemperer
- [Symfonin] innehåller vad som kan kallas objektiva, sakliga skönhetselement som kommer att uppfattas endast av dem som kan bortse från kroppslig värme och som trivs i ett klimat av intellektuell kyla. - Arnold Schönberg

Mindre gynnsama åsikter finns även:
- En dag kommer några riktiga Mahler-vänner att ... ta en kniv och minska verken till den längd som de skulle ha haft om inte kompositören hade dragit ut dem, och sedan skulle det stora Mahlerkriget vara slut... Nionde symfonin skulle pågå cirka tjugo minuter. - Deems Taylor